# 殴り愛、炎
『殴り愛、炎』（なぐりあい ほのお）は、テレビ朝日系ドラマスペシャルとして2021年4月2日・4月9日の2週に亘り、23時15分 - 0時15分（一部地域を除く）に、2週連続で放送されたテレビドラマ。脚本は鈴木おさむ、主演は山崎育三郎。
婚約者の女性が入院してきた高校時代に憧れていた男性と親密な関係になっていることを知り、猛烈な執着心と嫉妬心でストーカー化していくエリート医師を中心として、いびつな愛の炎に包まれた男女5人の劇愛模様を描く。
公式サイトでは『奪い愛、冬』（2017年）や『奪い愛、夏』（2019年）に続くドロキュン劇場シリーズの作品とされている。

## あらすじ
心臓外科医・明田光男は急患で入ってきた緒川信彦の手術を成功させ命を救う。ある日、光男は1か月後に結婚を控えていた看護師・豊田秀実を信彦に紹介したが、信彦と秀実は高校の先輩後輩という関係で、秀実は信彦に告白してふられた過去もあるという。光男に好意を持つ徳重家子はこのことを知ると関係性を壊すことを画策していく。

## キャスト
明田光男（あきた みつお）
演 - 山崎育三郎
明田総合病院に勤務する心臓外科医。
```
 趣味はバードウォッチング。
```

豊田秀実（とよた ひでみ）
演 - 瀧本美織（高校時代：崎本紗衣）
明田総合病院勤務の看護師で、光男の婚約者。
```
 工事現場で働く父に男手ひとつで育てられた。
```

徳重家子（とくしげ いえこ）
演 - 酒井若菜
光男の幼馴染で、大企業の社長令嬢。
```
 今をときめくインフルエンサー。
 光男と秀実の仲を邪魔する。
```

鈴川倫太（すずかわ りんた）
演 - 永井大
明田総合病院に勤務する心療内科医で
```
 光男の異母兄。父親の愛人の子供。
 光男に関してとある秘密を握っている。
```

緒川信彦（おがわ のぶひこ）
演 - 市原隼人（高校時代：八田大翔）
秀実の高校時代の先輩で、陶芸家。
```
 元陸上の選手だが心臓を悪くしてから断念。
 心臓の発作が起き明田総合病院に救急搬送され
 光男の手術によって命を助けられる。
```

明田良枝（あきた よしえ）
演 - 石野真子
光男の母。恒夫の本妻。
```
 光男と秀実の家柄の差を良く思っていない。
 嫌味な発言が目立つ怖い姑。
```

明田恒夫（あきた つねお）
演 - 西岡德馬
明田総合病院の院長で、光男と倫太の父。
清水邦子
演 - 鳥居みゆき
明田総合病院勤務の看護師で、秀実の同僚。
竹内美恵
演 - りんごちゃん
明田総合病院勤務の看護師で、秀実の同僚。

## スタッフ
- 脚本 - 鈴木おさむ
- 監督 - 樹下直美
- 音楽 - 沢田完
- 主題歌 - 清竜人「Knockdown」（ソニー・ミュージックレーベルズ）[5]
- ナレーション - 針谷桂樹
- 医療監修 - 中澤暁雄
- 看護指導 - 植野永了
- 棒高跳び指導 - スポーツマジック
- 手術映像提供 - 河村浩二（がん治療セカンドオピニオン）
- スタントコーディネーター - 劔持誠
- ゼネラルプロデューサー - 横地郁英（テレビ朝日）
- プロデューサー - 川島誠史（テレビ朝日）、菊池誠（アズバーズ）
- 制作協力 - アズバーズ
- 制作著作 - テレビ朝日

## 放送日程
| 各話 | 放送日 | サブタイトル         |
| ---- | ------ | -------------------- |
| 前編 | 4月2日 | スーパー外科医の崩壊 |
| 後編 | 4月9日 | 裏切りの逃避行       |